# Jack Turner (Fotograf)
Jack Turner (* 24. September 1889 in O’Leary, Prince Edward Island, als Brenton Harold Turner; † 6. Oktober 1989 ebenda) war ein kanadischer Fotograf. Während des Ersten Weltkriegs, an dem er als Soldat teilnahm, machte er heimlich ungefähr neunundneunzig Aufnahmen vom Kriegsgeschehen.

## Leben
Turner wurde 1889 als Sohn des Gemischtwarenhändlers Henry Willis Turner und seiner Frau Florence Turner, geborene Love, auf der im Atlantik gelegenen Prince Edward Island geboren. Schon in seiner Jugend interessierte er sich für die Fotografie und knipste mit einer einfachen Boxkamera seine ersten Bilder. Eine Karriere als Berufsfotograf schlug er jedoch nicht ein, sondern arbeitete stattdessen als Verkäufer im Laden seines Vaters.
In Charlottetown trat er am 25. September 1915 in die kanadische Armee ein. An Bord des Passagierdampfers Lapland gelangte Turner im Dezember 1915 nach England. Nach Abschluss seiner Ausbildung, die er in Horsham absolviert hatte, wurde er der „2nd Canadian Siege Battery“ zugeordnet. Mit der Ankunft in Frankreich im Mai 1916 begann sein Einsatz im Ersten Weltkrieg, während dessen er die Schlacht an der Somme, die Schlacht bei Arras und die Dritte Flandernschlacht in Ypern und Passchendaele erlebte.
Trotz eines ausdrücklichen Verbots, Fotoapparate mit sich zu führen, schmuggelte er eine in Deutschland gebaute 2 × 3 Zoll große Kamera in seiner Kleidung an die Frontlinie. Er schoss rund neunundneunzig Fotos, die Impressionen aus dem Kriegsgebiet und das alltägliche Leben der Soldaten zeigen. Um an Filme heranzukommen, bat er seine Familie in seinen Briefen an die Heimat um Zigaretten, woraufhin diese ihm Filmrollen zuschickte. Die Bilder entwickelte er an dunklen Plätzen, beispielsweise in einem Keller nahe einem Lager. Seine Urlaubstage nutzte er, um Freunde zu besuchen und die Fotos bei ihnen zu deponieren.
Nach dem Krieg kehrte Turner 1919 mit der Mauretania nach Kanada zurück. Er heiratete im selben Jahr seine Freundin Donna Dennis und zog mit ihr eine Tochter groß. Seinen Lebensunterhalt verdiente er als Farmer in Knutsford. Erst nachdem er diese Tätigkeit 1952 aufgegeben hatte, widmete er sich wieder der Fotografie. Es entstanden Aufnahmen, die die Landschaft und das Leben auf der Prinz-Edward-Insel abbilden.
Er starb 1989 kurz nach seinem 100. Geburtstag. Das Archiv der Prinz-Edward-Insel beherbergt heute eine Sammlung mit 239 Fotos, die Turner im Laufe seines Lebens geschossen oder zusammengetragen hat.